# ریاض بوعزیزی
ریاض بوعزیزی (عربی: رياض بن خميس بوعزيزي؛ زادهٔ ۸ آوریل ۱۹۷۳) یک بازیکن فوتبال اهل تونس است.
وی همچنین در تیم ملی فوتبال تونس بازی کرده‌است.